# مجله فضا
مجله فضا نشریه ماهانه‌ای بود که از مهر سال ۱۳۴۵ تا ۱۳۵۷ در تهران منتشر می‌شد. مدیر و پایه‌گذار این مجله ابوالحسن کمالی تقوی بود. مطالب این مجله بیشتر ترجمه از مجلات علمی خارجی و به ستاره‌شناسی و فضانوردی مربوط می‌شد. دکتر محسن هشترودی با این مجله همکاری داشت.